# Hélio Carneiro
Hélio Carneiro (Porto União, 13 de outubro de 1929) foi um advogado e político brasileiro.

## Vida
Filho de Pedro da Silva Carneiro e de Elisabeth Carneiro.

## Carreira
Foi deputado à Assembleia Legislativa de Santa Catarina na 5ª legislatura (1963 — 1967), como suplente convocado, eleito pela União Democrática Nacional (UDN), e na 6ª legislatura (1967 — 1971), eleito pela Aliança Renovadora Nacional (ARENA).